# ガボラ
ガボラは、特撮テレビドラマ『ウルトラマン』をはじめとするウルトラシリーズに登場する架空の怪獣。別名はウラン怪獣。

## 『ウルトラマン』に登場するガボラ
『ウルトラマン』第9話「電光石火作戦」に登場。
大きく口が裂けた首の周囲にある6枚の赤いヒレを閉じて頭部を防護し、尖った頭部で好物のウラン235を求めて地底を掘り進む。皮膚は鋼鉄の5倍の硬度を持つ。武器は口から吐く高い放射能を含み、物体を一瞬で破壊する青い放射能光線。普段は四足歩行で行動するが、戦う際には後肢で立ち上がる。また、ウランを1日に1万トン食べ、食べる際には周囲に放射能を放出する。熱に弱い。
伊豆半島に位置し、台風13号からの復旧工事中のウラン鉱山がある宇浪利町の復旧工事現場に地盤沈下を起こし、地上に出現する。阿部町のウラン貯蔵庫を狙って進撃するが、防衛隊と科学特捜隊の戦車による火炎放射を経てウラン235を詰めたカプセルを吊るしたヘリコプターで阿部町から30キロ離れた山へ誘導され、これを撃墜して進行方向を変えてウランを食べようとするが、ウルトラマンの飛び蹴りにひるんだところでヒレを2枚むしり取られて弱り、連続パンチからの首投げで息絶える。
- スーツアクター：中島春雄[出典 7][注釈 2]
- 劇中では初登場にもかかわらず、名前や嗜好、特徴を復旧作業員や科学特捜隊、キャンプに来ていた少年団などにまで知られている。これは、準備稿から決定稿までの段階では前作『ウルトラQ』の第18話「虹の卵」の後日譚という設定でパゴスが再登場する予定であったのが、ぬいぐるみが既に改造されていたため、最終決定稿で新怪獣に変更されたためである[出典 8]。パゴスと同じくウランを好物としているのも、その名残りである。書籍『ウルトラ怪獣列伝』では、過去に同種の怪獣が出現していたものと解釈している[7]。
- 台本では「パゴス」と書かれている箇所があった[13]ほか、最後は富士山の雪崩で生き埋めになると書かれていた[16]。
- 着ぐるみはバラゴン→パゴス→ネロンガ→マグラーからの改造[出典 9][注釈 3]。頭部を付け替え、表皮を取り去っており[22]、赤い花びらのような襟巻きを付けている[13]。デザインを担当した成田亨は、頭部を隠すことで別の怪獣であるという印象を与えるとともに、改造箇所が少なく済むよう工夫している[23]。撮影終了後はアトラクション用ネロンガとして活躍した後[18]、東宝に返却されて東宝映画のゴジラシリーズ第9作『怪獣総進撃』にて再びバラゴンとなった[出典 10]。そういった経緯から、後年の『シン・ウルトラマン』で監督を務めた樋口真嗣には、ネロンガ共々造型の特徴を「東宝怪獣と円谷怪獣のハイブリッド」と説明されている[24]。
- 着ぐるみは鰭をつけたために重くなっており、頭部の上にフックをつけてピアノ線で吊って補助することにより、重量を軽減させていた[25]。劇中にも、フックとピアノ線が映り込んでいる。ネロンガにあった角を取ってその穴を埋め、新たに鼻の穴が作られている[26]。
- 第39話ではゼットンに倒されたウルトラマンの走馬灯に登場（映像は第9話の流用）。
- 『ウルトラ怪獣大百科』では、着ぐるみの改造元となった怪獣について「進化の過程にあって同じ種族から枝分かれした」という説を取り上げている[27]。
- 放射能光線は、『ウルトラ怪獣攻げき技大図鑑』で「リュームレーザー」と名づけられた。

## 『ウルトラマンパワード』に登場するガボラ
『ウルトラマンパワード』第5話「電撃防衛作戦」（米国版サブタイトル：MONSTROUS MELTDOWN）に登場。初代と区別するため、玩具などではパワードガボラの名称が用いられている。
ウランを常食とし、消化することでエネルギーに変換する能力を持つLTクラスの超大型爬虫類の一種。地中を時速70キロメートルで掘り進むことができるほか、頭部の防御殻を鳥の嘴のように器用に操ることもできる。初代は4足歩行で殻は6枚であるが、こちらは2足歩行で殻は4枚という違いもある。初代との大きな違いとして光線技を持たない、手足の指が初代より1本多く爪が長い、尾が長いなどがある。また、全身の外皮がウラン鉱石で覆われており、ミサイルなどで攻撃すると放射線や電磁波を体から放出し、連鎖反応による核爆発の危険性を伴うことになる。設定のみではあるが、ウラニウム光線を口から放射する。
原子力発電所を襲撃したほか、ウラン採掘会社のウランを運搬していたトラックを運転手ごと飲み込み、同社の社長も踏み潰して殺害する。軍の試作兵器も飲み込んだとされるが、当初は地下をウラン鉱脈が移動する謎の現象と思われていた。放射線や電磁波を発しながら行動するためにレーダーは支障を来たし、ミサイルは照準を合わせられないため、誘爆の危険性が高くなる。通信機も使えなくなるため、W.I.N.R.は影響を受けないマイクロ波通信機を用意する。弱点は殻に覆われた頭部であるが、初代と異なり常にその殻を閉じている。しかし、ウルトラマンパワードとの戦いの最中、ストライクビートルの砲手サンダースがレーダー照準を用いずにミサイルを発射し、ウラン鉱石の鱗を持たない頭部の殻へ命中させる。その衝撃を受けて殻を開けたところに、メガ・スペシウム光線で頭部のみを破壊され、核爆発を起こす前に蒸発する。
- 体表の岩状の物体は結晶化した酸化ウラニウムであり、日本側脚本では核物質結晶化の技術が発見されるという結末であったとされる。
- 企画段階では「ガブロアサウルス（ガボラII）」という名称候補があった[32]。
- 当初は、初代に近いイメージで描かれたデザインも存在する[33]。
- デザインは前田真宏[34]。鰭と胴体の継ぎ目が生物として不自然にならないよう、アレンジされている[34]。

## 『シン・ウルトラマン』に登場するガボラ
映画『シン・ウルトラマン』に登場。
禍威獣第8号として出現した地底禍威獣。そのボディの構造はネロンガとほぼ共通しており、パゴスに類似した頭部は閉じることで巨大な二重反転式のドリルとして機能するヒレで覆われているほか、2本の尻尾の先もドリルとして機能する。山間部の地底を掘削・進撃して地下核廃棄物貯蔵施設を目指すが、放射性物質の地上での拡散を防ぐため、禍特対の要請で日米安保に基づいて出撃した米軍のB-2爆撃機から投下された地中貫通爆弾「GBU-28」により、地中から姿を現す。食性からも放射性反応が体からあり、口から放つ光線も同様に放射性物質にまみれているなど、パゴスと99パーセント同族の怪獣であると判明する。
米軍によるGBU-28の在庫を使い果たすほどの波状攻撃をものともしない耐性を示し、なおも貯蔵施設を目指して施設前の地上に現れたところをウルトラマンに蹴り飛ばされ、向かいの山に激突する。頭部のドリルによる攻撃をウルトラマンに受け止められ、投げ飛ばされると顔を晒して口から光線を浴びせるが、全身で放射性物質を除去される。さらに、間合いを詰められ咄嗟にヒレを閉じようとするが、片手で防がれ顔にパンチを受け絶命する。最後はウルトラマンによって抱え上げられ、天空へ消える。
- 少しでもCGモデルのコストが削減できるよう、パゴス→ネロンガ→ガボラと繋がるように選ばれた[39]。
- 公式サイトでの発表に先駆け、特報映像やバンダイのソフビフィギュアでネロンガと共に全身が公開された[40]。頭部は目に相当する部分に初代のような明確な瞳がなく光る穴状になっている、口は両脇の2対の長大な牙以外に歯がないなど、生物らしさが全体的に希薄となっており、頭部の構造や金属的な背中から生物感が捉えにくいようにアレンジされている[14]。
- 襟巻が戦う際に邪魔になることから、原典でもすぐにもがれていたが、CGでは首にパーツがめり込むなど面倒なことになるため、本作品では襟巻が開いている際にはウルトラマンとの距離を開けて間合いを取り、ウルトラマンが距離を詰めている際には襟巻を閉じてドリル状になって防御するようになっている[41]。
- 雛型はネロンガのボディが流用され、頭部や背中が作成された[42]。ヒレが閉じた状態の頭部も併せて作成された[42]。ネロンガの進化形態であることから、背面はネロンガと共通のもので、地中を掘削移動することから、アタッチメントとしてアルキメデススクリューが組み込まれたという設定が具現化された[42][39]。背中から尻尾にかけてやドリルの色は白や黒などが検討され、紫がかった色が採用された[42]。
- ウルトラマンとの交戦場所は、制作当時に工事中であった東名高速道路の工事現場が基となっている[43]。
- 光線はその成分からも劇中で禍特対に「激ヤバ光線」と称されており、映画公開後には横向きのガボラと「激ヤバ光線」の文字をデザインしたTシャツが制作された[44]。

## その他の作品に登場するガボラ
- 映像作品
  - 『ウルトラマンメビウス』第21話では怪獣墓場を漂っている姿が描かれる[45]。
  - 映画『大怪獣バトル ウルトラ銀河伝説 THE MOVIE』では、ベリュドラの右角を構成する怪獣の1体となっている[46]。
  - 『ウルトラゾーン』では、第1話のミニコーナー「怪獣ことわざ」に「勝ってガボラのヒレを締めよ」という絵が登場するほか[47]、第14話のアイキャッチには鰭が閉じた姿でバレーボールのボールを散らかしてコーチに怒られている姿が描かれている[48]。
  - テレビアニメ『SSSS.GRIDMAN』第2話では、新条アカネの部屋の棚にパワードガボラのフィギュアが飾られている[49][50]。
- 漫画作品
  - 漫画『ウルトラマン超闘士激伝』では、ザム星人が率いるエンペラ陸軍のメタルモンスの中にガボラをモデルにしたものが存在する。
  - 漫画『ウルトラマンSTORY 0』では、第13話にバルタン星人の実験道具として登場。第38話には湖周辺で発生した「異変」の正体として地中から現れ、ゾフィーやセブンと交戦する。鰭の後方には、ヤマアラシのような鋭い棘が生えている。第39話にはケムラーと合体した「融合怪獣」が登場する。
- 登場が予定されていた作品
  - 『ウルトラマンサーガ』では、当初はバット星人に怪獣墓場から連れ出されてウルトラマンダイナと戦う予定であったが、アーストロンに変更された[51]。
  - 『ウルトラマンX』第1話では、メイン監督の田口清隆は冒頭のエトワール凱旋門のカットでガボラの登場を構想していたが、スーツがなかったことからマグラーに変更された[52]。

## 関連怪獣
- ライジュウ - ギレルモ・デル・トロ監督によるSF怪獣映画『パシフィック・リム』に登場する怪獣の1体。デザイナーの岡本英郎はガボラの影響を指摘している[53]。